# Olympische Sommerspiele 1900/Motorboot
Bei den Olympischen Spielen 1900, eigentlich Internationale Wettbewerbe für Leibesübungen und Sport, fand ein Wettbewerb im Motorbootrennen statt. Dieser Wettbewerb war aber kein durch das Internationale Olympische Komitee (IOC) anerkannter offizieller Bestandteil der Olympischen Sommerspiele.
Die Motorbootrennen fanden in Argenteuil, im Seine-Bassin statt, es fanden insgesamt acht Wettbewerbe statt, in denen ausschließlich Franzosen teilnahmen.

## Wettbewerbe

### Klasse bis 6,50 m (Ausdauer)
Am 23. Juni 1900 traten 20 französische Teilnehmer gegeneinander an. Die Renndistanz betrug 50 km.
| Platz | Land | Athleten                     | Zeit (h) |
| ----- | ---- | ---------------------------- | -------- |
| 1     | FRA  | George Pitre / Georges Teste | 3:40:19  |
| 2     | FRA  | Jules Valton                 | 3:53:02  |
| 3     | FRA  | Dumas                        | 4:19:08  |

### Klasse bis 6,50 m (Geschwindigkeit)
Am 24. Juni 1900 traten 16 französische Teilnehmer gegeneinander an. Die Renndistanz betrug 12 km.
| Platz | Land | Athleten      | Zeit (min) |
| ----- | ---- | ------------- | ---------- |
| 1     | FRA  | Georges Pitre | 47:15      |
| 2     | FRA  | Jules Valton  | 53:34      |
| 3     | FRA  | Dalifol       | 53:59      |

### Klasse 6,50–8,00 m (Ausdauer)
Am 23. Juni 1900 traten zwölf französische Teilnehmer gegeneinander an. Die Renndistanz betrug 50 km.
| Platz | Land | Athleten     | Zeit (h) |
| ----- | ---- | ------------ | -------- |
| 1     | FRA  | Guibest      | 4:21:02  |
| 2     | FRA  | Deslignières | 4:25:00  |
| 3     | FRA  | Michaelsen   | 4:26:03  |

### Klasse 6,50–8,00 m (Geschwindigkeit)
Am 24. Juni 1900 traten acht französische Teilnehmer gegeneinander an. Die Renndistanz betrug 12 km.
| Platz | Land | Athleten                      | Zeit (min) |
| ----- | ---- | ----------------------------- | ---------- |
| 1     | FRA  | Centaure (Panhard & Levassor) | 54:17      |
| 2     | FRA  | Deslignières                  | 59:15      |
| 3     | –    | –                             | –          |

### Klasse 8,00–10,00 m (Ausdauer)
Am 23. Juni 1900 traten 14 französische Teilnehmer gegeneinander an. Die Renndistanz betrug 60 km.
| Platz | Land | Athleten        | Zeit (h) |
| ----- | ---- | --------------- | -------- |
| 1     | FRA  | Auguste Dussaux | 4:40:45  |
| 2     | FRA  | Marnix          | 4:41:14  |
| 3     | FRA  | G. Gallice      | 4:43:40  |

### Klasse 8,00–10,00 m (Geschwindigkeit)
Am 24. Juni 1900 traten 14 französische Teilnehmer gegeneinander an. Die Renndistanz betrug 20 km.
| Platz | Land | Athleten   | Zeit (h) |
| ----- | ---- | ---------- | -------- |
| 1     | FRA  | Oudin      | 1:30:39  |
| 2     | FRA  | G. Gallice | 1:31:59  |
| 3     | FRA  | Marnix     | 1:32:20  |

### Klasse 10,00–15,00 m (Ausdauer)
Am 23. Juni 1900 traten 24 französische Teilnehmer gegeneinander an. Die Renndistanz betrug 72 km.
| Platz | Land | Athleten         | Zeit (h) |
| ----- | ---- | ---------------- | -------- |
| 1     | FRA  | Xavier Schelcher | 3:49:00  |
| 2     | FRA  | Schindler        | 4:23:20  |
| 3     | FRA  | Desprez          | 4:33:00  |

### Klasse 10,00–15,00 m (Geschwindigkeit)
Am 24. Juni 1900 traten 28 französische Teilnehmer gegeneinander an. Die Renndistanz betrug 24 km.
| Platz | Land | Athleten         | Zeit (h) |
| ----- | ---- | ---------------- | -------- |
| 1     | FRA  | Xavier Schelcher | 1:19:27  |
| 2     | FRA  | Schindler        | 1:27:25  |
| 3     | FRA  | Desprez          | 1:27:52  |